# Allactaea lithostrota
Allactaea lithostrota är en kräftdjursart som beskrevs av A. B. Williams 1974. Allactaea lithostrota ingår i släktet Allactaea och familjen Xanthidae. Inga underarter finns listade i Catalogue of Life.